# Castelo (Espírito Santo)
Pour les articles homonymes, voir Castelo.
Castelo est une municipalité du Brésil, située dans l'État de l'Espirito Santo.
Sa population était estimée à 34 826 habitants en 2010. Elle s'étend sur 668,971 km2.
Elle fait partie de la Microrégion de Cachoeiro de Itapemirim dans la Mésorégion Sud de l'Espírito Santo.

## Maires
| Période | Période | Identité                   | Étiquette | Qualité |
| ------- | ------- | -------------------------- | --------- | ------- |
| 2009    | 2012    | Cleone Gomes do Nascimento | PT        |         |